# تشارلز كوك (محامي)
تشارلز كوك (بالإنجليزية: Charles Henry Herbert Cook)‏ هو رياضياتي ومحامي نيوزيلندي وأسترالي، ولد في 30 سبتمبر 1843، وتوفي في 21 مايو 1910.